# خوش است خلوت اگر یار یار من باشد
غزلی با مطلعِ «خوشست خلوت اگر یار یار من باشد» غزل شمارهٔ ۱۶۰ از دیوانِ حافظ در تصحیحِ محمد قزوینی و قاسم غنی است.

## در اجراها
مرضیه در برنامهٔ شمارهٔ ۱۷۰ از مجموعهٔ گل‌های رنگارنگ این غزل را در دستگاهِ شور اجرا کرده‌است.

## در دیگر آثار هنری
برروی یک شمعدان برنجیِ دورهٔ صفویه و متعلق به آستانهٔ شیخ صفی، سه بیت از این غزل حک شده‌است. این شمعدان در حال حاضر در موزهٔ ملی ایران (شمارهٔ ۳۶۰۳) نگهداری می‌شود.